# Disfrenia tardia
Disfrenia tardia ou Psicose por Supersensibilidade é uma rara síndrome iatrogênica psiquiátrica observada nos pacientes tratados com neurolépticos ou antipsicóticos típicos, os principais medicamentos antipsicóticos usados à entre os anos 50 e 90.    

## Causa
Uso prolongado de antipsicóticos típicos danificando as vias dopaminérgicas mesolímbicas, especialmente os os receptores de D2 da via nigroestriatal.

## Sinais e Sintomas
O paciente pode apresentar qualquer das seguintes categorias de sintomas:
1. Sintomas psicóticos;
2. Sintomas maníacos ou hipomaníacos, cicloides, polimórficos e/ou disfóricos graves;
3. Sintomas obsessivo-compulsivos.

## Diagnóstico
Critérios diagnósticos:
A. O paciente apresenta sintomas novos ou exacerbação sintomatológica com inédita e injustificada gravidade, desenvolvidos após interrupção do uso ou ao longo da manutenção de doses fixas, que melhoram temporariamente com a reinstituição e ou incrementos sucessivos de doses de medicamentos antipsicóticos típicos e atípicos.
B. Os sintomas estão presentes por um período mínimo de 4 semanas e ocorrem segundo qualquer um dos seguintes padrões: 1. sintomas psicóticos: alucinações, delírio, desorganização do comportamento/pensamento; ou 2. sintomas maníacos/hipomaníacos, cicloides, polimórficos e/ou disfóricos graves; ou 3. sintomas obsessivo-compulsivos.
C. Os sinais e sintomas nos Critérios A e B desenvolvem-se durante a exposição a um medicamento antipsicótico, ou dentro de 4 semanas após a abstinência de um medicamento antipsicótico oral (ou dentro de 8 semanas após a abstinência de um medicamento).
D. Houve exposição a um medicamento antipsicótico típico ou atípico por pelo menos 3 meses (1 mês se o indivíduo tem 60 anos ou mais).
E. As seguintes condições podem ser seguramente excluídas como causas dos sintomas observados: - Psiquiátricas (p. ex.: Transtorno Bipolar; Transtorno Esquizo-Afetivo; Intoxicação ou Abstinência por Abuso de Substâncias como álcool, psicoestimulantes e/ou psicotomiméticos;Transtorno Obsessivo-Compulsivo; Transtorno Psicótico Agudo Transitório/Psicoses Ciclóides; Transtorno do Estresse Pós-Traumático). - Neurológicas (p. ex.: Demência, Encefalite,Epilepsias, Coréias). - Condições médicas gerais (por ex.: Hipertiroidismo, Doença de Wilson, AIDS, etc). - Estresse Situacional Grave. - Exposição a medicamentos que causem sintomas psicóticos (por ex., L-dopa, bromocriptina, corticoesteróides, anticolinérgicos, antidepressivos). NOTE BEM: Evidências de que os sintomas são devido a uma dessas etiologias podem incluir as seguintes: os sintomas precedem a exposição a um medicamento antipsicótico ou presença de sinais neurológicos focais inexplicáveis.
F. As seguintes explicações podem ser excluídas como causas dos sintomas: 1. progressiva evolução naturalmente desfavorável do Transtorno prévio (por ex.: Esquizofrenia Primáriamente Refratária, Mania Aguda, Demência com Psicose); ou 2. eventual Disforia Neuroléptica.

## Etimologia
Foi concebida para figurar ao lado da discinesia tardia e demais síndromes tardias induzidas por neurolépticos, já reconhecidas (Distonia Tardia, Acatisia Tardia).  Mais recentemente o psiquiatra brasileiro Leopoldo Hugo Frota, professor-adjunto de Psiquiatria da Universidade Federal do Rio de Janeiro, ampliou o conceito original de Fahn de modo a também incluir os conceitos independentes, embora relacionados em etiologia, da Psicose de Rebote, da Psicose por Supersensibilidade (Guy Chouinard) e da Esquizofrenia Pseudo-refratária (Heinz Lehmann & Thomas Ban) ou Refratariedade Secundária Adquirida.  A etiologia de todas estas síndromes foi atribuída por Frota a uma adaptativa, mas duradoura e excessiva, proliferação (upregulation) dos receptores do tipo D2 da via dopaminérgica mesolímbica.

## Tratamento
A mudança de medicamentos para antipsicóticos atípicos pode aliviar os sintomas temporariamente, porém podem agravar os sintomas a longo prazo. Agonistas parciais de D2 devem receber preferência.